# Persona (latinskt ord)
Persona är ett latinskt ord som på svenska betyder "personlighet", "roll", "mask" och "person". 
På latin var ordet också från början benämningen på respektive teatermasks utseende. De såg olika ut beroende på vilken karaktärsroll de skulle användas till, exempelvis "persona tragica" eller "persona comica". Det svenska ordet personlighet härstammar från det latinska persona.